# Reato continuato
Il reato continuato è un istituto giuridico del diritto penale che ricorre quando una persona, con più azioni od omissioni esecutive del medesimo disegno criminoso, commette, anche in tempi diversi, una pluralità di violazioni della stessa o di diverse disposizioni di legge. L'istituto è previsto dall'art. 81 comma 2 codice penale.
È caratterizzato dalla presenza di un disegno criminoso unico; a tale proposito, la dottrina si divide tra chi considera il reato continuato un reato unico o al contrario un reato plurimo.
Il legislatore del 2005, nel riformare la disciplina della prescrizione con la legge Cirielli, ha abrogato la previsione secondo cui, in caso di reato continuato, il termine di prescrizione decorre dal momento in cui è cessata la continuazione, con la conseguenza che ciascuna condotta illecita assumerà un autonomo rilievo ai fini della decorrenza del termine (si pensi al caso di condotte di bancarotta distrattiva poste in essere nel corso di più anni: le singole distrazioni, pur unificate dal vincolo della continuazione, sono considerate autonomamente e, pertanto, le condotte antecedenti possono ritenersi eventualmente prescritte senza che possa operare l'aumento della continuazione, come nella previgente disciplina).
L'art. 81 del codice penale italiano, in seguito alla riforma della legge n. 220 del 1974 di conversione del decreto legge n. 99 del 1974, è stato modificato ampliando la portata applicativa della norma.
In seguito l'art. 81 è stato ulteriormente modificato con la legge n. 251 del 2005, con l'aggiunta di un ulteriore comma, il quarto, secondo il quale "fermi restando i limiti indicati al terzo comma, se i reati in concorso formale o in continuazione con quello più grave sono commessi da soggetti ai quali sia stata applicata la recidiva prevista dall'articolo 99, quarto comma, l'aumento della quantità di pena non può essere comunque inferiore ad un terzo della pena stabilita per il reato più grave".
In caso di reato continuato è prevista l'applicazione del cumulo giuridico, ovvero della pena determinata ai sensi dell'art. 81 co. 1 c.p., secondo il quale "è punito con la pena che dovrebbe infliggersi per la violazione più grave aumentata sino al triplo".
La difficoltà di provare la presenza di un "medesimo disegno criminoso", ha indotto nel tempo la giurisprudenza a presumere l'esistenza del reato continuato in tutti quei casi in cui un soggetto compia più reati anche a distanza di tempo, estendendo quindi ulteriormente l'area di operatività del cumulo giuridico, anche se il criterio cronologico resta, secondo la giurisprudenza della cassazione (v. tra le tante Cass. pen. Sez. I, 13/11/2012, n. 11564), uno degli elementi da valutare per applicare o meno l'istituto giuridico. L'espressione medesimo disegno criminoso identifica l'ipotesi in cui il soggetto ha, prima dell'inizio dell'esecuzione del primo reato, programmato con sufficiente precisione i tipi di reati che è intenzionato a commettere.